# Peire Vidal
Peire Vidal foi um renomado trovador occitano, ativo entre 1175 e 1215, que iniciou sua carreira em sua cidade natal, Toulouse, na corte do conde Raimundo V. Dos seus quarenta e cinco poemas preservados, vinte contam com melodias sobreviventes.
Reconhecido por seus versos refinados e melodias belas, o trovador era, paradoxalmente, visto por muitos como um excêntrico que disseminava comentários mordazes e proclamava declarações insensatas sobre guerras e paixões.

## Vida
Sua vida conta que o poeta era filho de um peleiro de Tolosa. Ele começou sua vocação trovadoresca cedo em sua cidade natal, e depois se estabeleceu na corte do visconde Barral de Marselha, onde se apaixonou por Azalais de Porcellet, esposa de seu senhor. Peire Vidal e o visconde tornaram-se amigos e, mutuamente, passaram a se chamar "Rainier", enquanto Azalais foi apelidada de "Vierna". No mesmo período, o poeta fez uma rápida viagem à Espanha, onde conheceu o rei Afonso II de Aragão.
Azalais tolerava o poeta em razão de Barral. Porém, quando Peire Vidal invadiu seu quarto e lhe roubou um beijo enquanto ela dormia, Barral viu-se forçado a exilar o poeta de Marselha, que encontrou um refúgio temporário em Gênova.

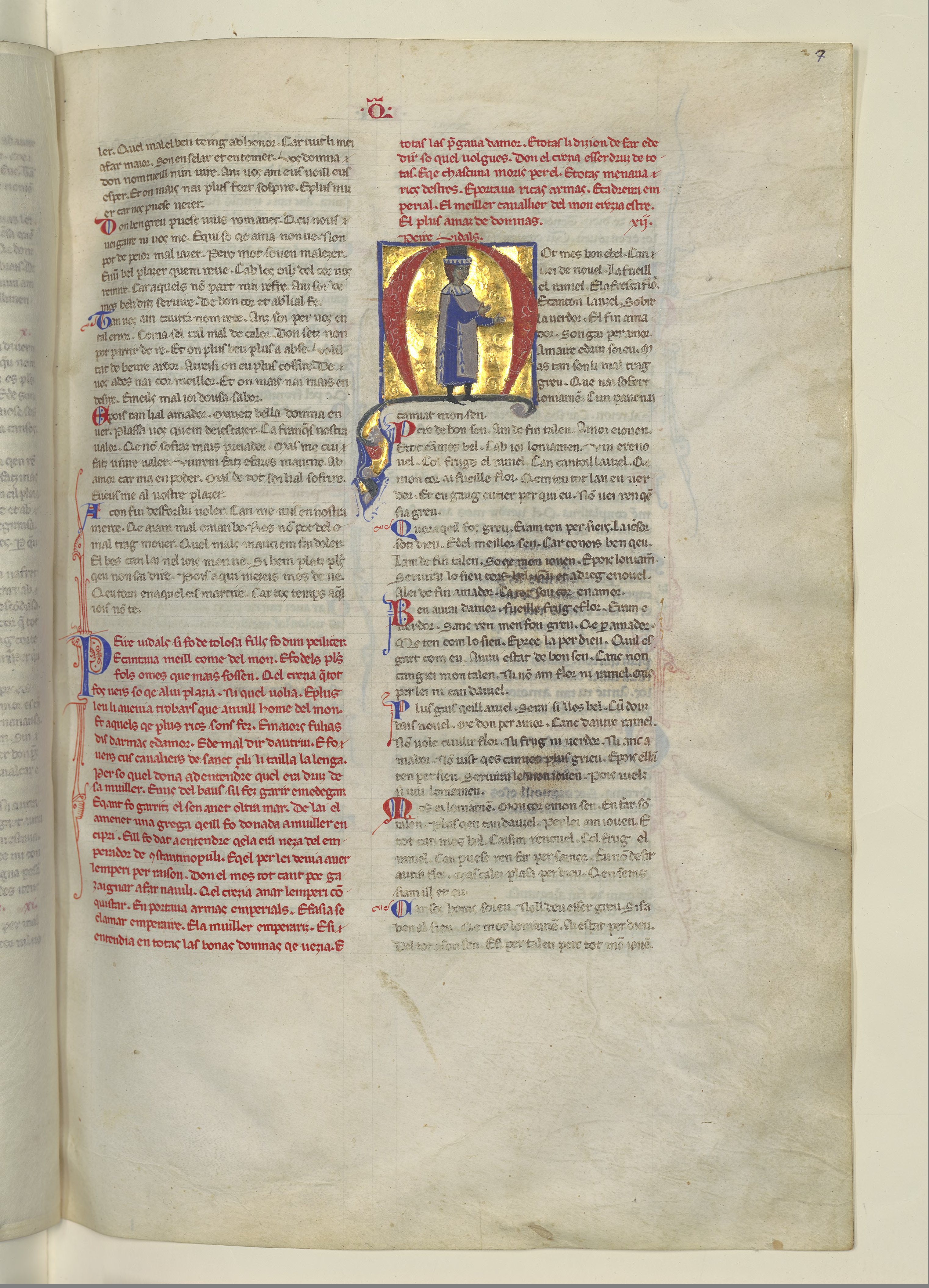
Fólio 27 do manuscrito 12473, mostrando a vida de Peire Vidal em vermelho.

Durante sua jornada, cruzou com o rei Ricardo Coração de Leão e uniu-se à Terceira Cruzada. O trovador, porém, limitou-se a seguir até Chipre, onde casou com uma mulher grega. Ele acreditou cegamente que sua esposa tinha direito ao trono do Império Bizantino e, por isso, reuniu uma frota para conquistar Constantinopla. Não há registros sobre quanto tempo essa farsa perdurou, mas Peire Vidal, após ser perdoado por Barral de Marselha, retornou à Provença, onde transferiu suas afeições à Loba de Pennautier, uma senhora de Carcassona.
A vida relata que Peire, numa tentativa de conquistar a atenção da nova musa, adotou o nome "Lobo" e vestiu uma pele de lobo nas montanhas de Cabaret, imitando o comportamento do animal. No entanto, caçadores o confundiram com um lobo verdadeiro, resultando em um ataque de cães de caça que o deixou gravemente ferido. O poeta foi trazido à enfermaria do castelo de Loba, e ela, ao saber que se tratava de Peire Vidal, gargalhou e comemorou sua grande tolice.
Em 1192, consternado pela morte de seu primeiro patrono, Raimundo V, o poeta se entristeceu ao ponto de jurar luto eterno. Ele parou de escrever, raspou os cabelos, deixou as unhas crescerem, e usou somente roupas pretas. Peire só voltou a compor, segundo sua biografia, após a intercessão do rei Afonso II e dos barões famosos da região.
Sua vida reitera que o poeta tinha uma língua afiada. Num episódio em Malta, após gabar-se de ter conquistado uma mulher, o marido, um cavaleiro de Saint Gilles, feriu-lhe a língua em resposta. O poeta foi tratado por Uc de Baux.
Peire Vidal visitou a corte do rei Bela III da Hungria, onde foi alojado por um breve tempo. O poeta encerrou sua carreira entre patronos italianos, e provavelmente faleceu enquanto acompanhava o marquês Bonifácio de Monferrato na turbulência do Império Latino.

## Poética
As obras de Peire Vidal se dividem entre poesias amorosas e políticas, cansos e sirventes. O poeta escreveu a maioria de seus versos no estilo trobar leus, isto é, trova de fácil entendimento, mas facilmente transitava entre estilos mais obscuros e ricos.
Entre as formas estruturais mais técnicas de Peire Vidal destaca-se a canso redonda, que emprega o complexo recurso métrico das coblas capcaudadas — estrofes encadeadas em que a rima final de uma estrofe torna-se a rima inicial da seguinte. Vinte canções possuem estruturas métricas e rimáticas únicas, e onze serviram como modelos para outros poetas.
Sua poesia possui um caráter pessoal, humorístico, e jactancioso.